# Girona FC
Girona Futbol Club S. A. D. este un club de fotbal din Girona, Spania, care evoluează în Primera División. Meciurile de acasă le susține pe stadionul Municipal de Montilivi cu o capacitate de 14.624 de locuri.

## Lotul actual
La 12 august 2025.
| Nr. |               | Poziție | Jucător                                         |
| --- | ------------- | ------- | ----------------------------------------------- |
| 1   | Spania        | P       | Juan Carlos                                     |
| 2   | Spania        | F       | Hugo Rincón (împrumutat de la Athletic Bilbao)  |
| 3   | Spania        | F       | Miguel Gutiérrez                                |
| 4   | Spania        | F       | Arnau Martínez                                  |
| 5   | Spania        | F       | David López                                     |
| 6   | Țările de Jos | M       | Donny van de Beek                               |
| 7   | Uruguay       | A       | Cristhian Stuani (căpitan)                      |
| 8   | Ucraina       | A       | Viktor Tsyhankov                                |
| 9   | Spania        | A       | Abel Ruiz                                       |
| 10  | Columbia      | M       | Yáser Asprilla                                  |
| 11  | Franța        | M       | Thomas Lemar (împrumutat de la Atlético Madrid) |
| 12  | Brazilia      | F       | Vitor Reis (împrumutat de la Manchester City)   |
| 13  | Argentina     | P       | Paulo Gazzaniga                                 |

| Nr. |                   | Poziție | Jucător              |
| --- | ----------------- | ------- | -------------------- |
| 16  | Spania            | F       | Alejandro Francés    |
| 17  | Țările de Jos     | F       | Daley Blind          |
| 18  | Cehia             | F       | Ladislav Krejčí      |
| 19  | Macedonia de Nord | A       | Bojan Miovski        |
| 21  | Venezuela         | M       | Yangel Herrera       |
| 22  | Columbia          | M       | Jhon Solís           |
| 23  | Spania            | M       | Iván Martín          |
| 24  | Spania            | A       | Portu                |
| 25  | Ucraina           | P       | Vladyslav Krapyvtsov |
| 33  | Spania            | A       | Joel Roca            |
| 36  | Spania            | M       | Ricard Artero        |

### Jucători împrumutați
| Nr. |               | Poziție | Jucător                                           |
| --- | ------------- | ------- | ------------------------------------------------- |
|     | Spania        | P       | Toni Fuidias (la Gimnàstic până pe 30 iunie 2026) |
|     | Țările de Jos | A       | Gabriel Misehouy (la Aris până pe 30 iunie 2026)  |

| Nr. |               | Poziție | Jucător                                       |
| --- | ------------- | ------- | --------------------------------------------- |
|     | Coreea de Sud | A       | Kim Min-su (la Andorra până pe 30 iunie 2026) |

## Antrenori
| - Francisco Bru (1937–39) - Károly Plattkó (1948–49) - Hilario (1949–50) - Domènec Balmanya (1952) - Emilio Aldecoa (1955–57), (1959–60) - Dagoberto Moll (1965–66) - Emilio Aldecoa (1967–68) - Vicenç Sasot (1972–74) - Emilio Aldecoa (1974–76) - Lluís Coll (1976) - Vicenç Sasot (1979–80) - Pepe Pinto (1980–81), (1981–82) - Luis Costa (1981–82) - Emilio Aldecoa (1982) - Paco Bonachera (1993) - Pere Gratacós (1997–99) - Narcís Julià (2003) | - Agustín Abadía (2003–04) - Josep María Nogués (2005) - Joan Carrillo (2006–07) - Ricardo Rodríguez (2007) - Raül Agné (2007–09) - Javi Salamero (2009) - Miquel Olmo (2009) - Cristóbal Parralo (2009) - Narcís Julià (2009–10) - Raül Agné (2010–12) - Josu Uribe (2012) - Javi Salamero (2012) - Rubi (2012–13) - Ricardo Rodríguez (2013) - Javi López (2013–14) - Pablo Machín (2014–) |